# Лифт (мультсериал)
«Лифт» — цикл мультфильмов, созданных на студии «Пилот» под руководством Александра Татарского.
Снимался с 1989 года по 1992 год.

Состоит из 5 независимых частей и предназначен для взрослой аудитории.

## Содержание
В мультсериале демонстрируется перемещение лифта из одного этажа на другой. Каждый этаж представляет собой тот или иной сюжет, перед началом которого звучит сигнал остановки лифта, затем открываются двери в место действия определённой части, в конце которой двери закрываются, и лифт продолжает движение вверх. Все сюжеты независимы друг от друга.

### Лифт 1 (1989)

#### 1-й этаж
Действие происходит где-то на Дальнем Востоке. Возле вулкана в небольшом лагере медитирует старый мастер боевых искусств, а его верный ученик в строго отведенные часы крушит массивные каменные плиты то рукой, то головой. К ним присоединяется самонадеянный европеец атлетического сложения и делает попытку разбить плиту рукой, но причиняет себе, тем самым, боль. Тогда хвастун пробует разбить плиту головой, после чего становится похожим как две капли воды на сидящего рядом ученика-азиата. Новый и старый ученики собираются выполнить удар головой одновременно, как вдруг вулкан рассыпается, испустив последний дым, на мелкие кусочки. Старый сенсей же требует не отвлекаться и продолжать медитацию.

#### 2-й этаж
Путешествующий на носилках итальянский дворянин натыкается на строящуюся Пизанскую башню и в полном непонимании, почему башня находится под большим наклоном, высказывает архитектору своё недовольство. В ответ на это архитектор спускает с крыши нить, которая наклоняется так же, как и башня. Увидев это, дворянин приказывает носильщикам передвигаться в наклонном состоянии, а затем требует, чтобы двери лифта закрывались таким же образом.

#### 3-й этаж
Мужчина, предположительно, верхом прибывает к водоёму и встречается со своей любимой женщиной. Оба счастливы друг с другом и оба от этого страдают. Выясняется, что любовники — это кентавр и русалка.

#### 4-й этаж
Сюжет выполнен в кукольной анимации. Кот-копилка выпускает на волю купюру достоинством в один рубль. Та находит яблоко, пожирает его, словно червяк, и становится десятирублёвой. Затем, ударившись о фишки домино, рассыпается на много монет, после чего кот кричит: «Рыба», и в него вместо купюры возвращаются монеты.

#### 5-й этаж
Человек входит в лифт и нажимает кнопку. Но лифт, вместо того, чтобы прийти в движение, начинает создавать ему массу препятствий и угроз для жизни, на какую бы кнопку ни нажал главный герой. В конце концов, главного героя убивает вошедший в лифт пионер, растоптав его каблуком.

#### 6-й этаж
Летящую во время грозы ворону ударяет молния, и птица, падая замертво, протыкает клювом воздушный шар. Трое пассажиров спасаются как могут: сбрасывают балласт и раскидывают бутылки с запиской «SOS». На какое-то время шар поднимается, но его протыкает другая ворона. Тогда пассажиры сбрасывают всё находившееся в шаре, в частности рояль и тяжёлую мебель. Шар вновь устремляется вверх, и на сей раз его протыкают уже несколько ворон. В отчаянии пассажиры думают скинуть друг друга, но тут на вертолёте к ним прилетает пёс, который поймал бутылку «SOS». Пилот снабжает пассажиров балластом и спасает им жизни.
В качестве музыкальной темы в сюжете использована увертюра к фильму «Дети капитана Гранта» Исаака Дунаевского, а образы пассажиров перекочевали в мультфильм «Авиаторы» (1990), созданный также студией «Пилот».

### Лифт 2 (1989)

#### 7-й этаж
Возле кирпичной стены, напоминающей Московский Кремль, проходит построение солдат. Командующий замечает на одном из них след поцелуя, который солдат умудряется скрыть, сильно покраснев. Другой солдат не имеет головы, но командующего это не смущает, и он делает замечание из-за незастёгнутой пуговицы. После этого солдаты разбиваются на две колонны и маршируют вперёд. В этот момент выясняется, что построение проходило не на улице, а в помещении, и ушедшие солдаты оставляют после себя две дыры в стене с видом на улицу, где в это время алеет заря. Через время за одной из дыр темнеет, а за другой — совсем рассветает…

#### 8-й этаж
Мультфильм выполнен в технике перекладки и иллюстрирует театральную сцену. По левую сторону сцены в окне расположился мужчина, по правую — женщина. По сцене перемещаются девочка с сачком и мальчик на велосипеде, но взрослые этого не замечают. Мимо них, также, пролетают книги и огромный рулон туалетной бумаги. Под звуки слива унитаза мужчина подлетает к женщине и вместе с ней улетает вглубь сцены, а мальчик и девочка продолжают перемещаться по сцене на одном велосипеде.

#### 9-й этаж
В порту расположился корабль, принадлежавший пиратам. Капитан корабля, проходя мимо спящего пьяного пирата, оставляет на пирсе сундук с сокровищами и ныряет в воду вместе с сидящим на его плече попугаем. Пьяный пират просыпается от шума, но, ничего не заподозрив, выпивает бутылку рома и спит дальше. Далее действие переносится на корабль, где пираты развлекают себя игрой «Угадай, кто ударил», только вместо обычных ударов они всаживают в спину водящего холодное оружие и бьют чем-либо тяжёлым. В конце сюжета капитан вместе с попугаем поднимается на пирс, забирает сундук и уходит, а пьяный пират вновь просыпается, но ничего не заподозрив, выпивает ещё одну бутылку рома и спит дальше.

#### 10-й этаж
Проводятся соревнования по бегу с препятствиями. Неожиданно соревнующихся обгоняет спортсмен, у которого огромное количество ног.

#### 11-й этаж
Пародия на сказку «Репка» с музыкой из мультфильма «Падал прошлогодний снег». Дед ползает по полю и находит репу. В радости он всаживает в репу свой нож, но вытащить не может и зовёт на помощь бабку, которая перед этим вспахивает поле. Тянут нож, но безуспешно. Затем дед зовёт внучку, засеявшую перед этим поле пшеницей. Потом на помощь приходит Жучка, полившая колосья посредством мочеиспускания. Пришедшая кошка жнёт созревшую пшеницу, случайно отрубив при этом собаке лапу косой. Наконец Дед зовёт мышь, которая больше всех по размерам в несколько раз. Но мышь, собрав колосья, вырывает репу из земли. Мимо проходит человек, играющий на флейте (вероятно, Нильс или Гамельнский крысолов), на чью музыку безвольно идёт стая мышей. За ними следует мышь, которую дед позвал на помощь, и проходит по полю, где посеяно огромное количество репы. Наступает зима.

### Лифт 3 (1991)

#### 12-й этаж
В непонятном помещении прыгают домашние предметы, автобус, упитанная женщина и грудной ребёнок. Выясняется, что они находятся в ухе мужчины, который вытряхивает оттуда предметы, женщину и ребёнка словно сор и выбрасывает в море, после чего засыпает на кровати в полном одиночестве.

#### 13-й этаж
Первобытная община. Учёный через телескоп наблюдает появление на Земле НЛО. За эту радостную весть сожители славят учёного, но только вместо того, чтобы познакомиться с прибывшими инопланетянами, заживо их варят в их же корабле, чем приводят учёного в полное недоумение.

#### 14-й этаж
Собака бегает по улице и мочится на каждое попавшееся на пути дерево. Но одно из этих деревьев напротив мочится на собаку.

#### 15-й этаж
Изображён замёрзший водоём, который начинает трескаться из-за того, что его вспахивает плугом человек. Затем по воде проезжает комбайн и собирает урожай в виде воды. Водоём вновь замерзает и спустя какое-то время трескается снова, поскольку пахарь начал свою работу уже с обратной стороны.

### Лифт 4 (1992)

#### 16 этаж
На луну прибывает космонавт и обнаруживает, что местные жители пребывают в разврате и наслаждении. Космонавта радует такое положение дел и он решает снять себе идеальную женщину, рассчитавшись с сутенёром, которым является ананасовый куст. Получив девушку, мужчина уводит её в корабль и откусывает ей плечо, после чего танцует с ней на луне вместе с другими космонавтами, которые прилетели на луну из-за этой же похоти.

#### 17 этаж
На мирно стоящего мамонта зимним днём нападает первобытное племя и лишает его шерсти. Мамонт, в результате превратившийся в слона, начинает сильно мёрзнуть и теряет сознание. Ликующие люди тащат тушу мамонта в пещеру и по очереди надувают его, тем самым, превратив его впоследствии в воздушный шар. Пришедший в себя мамонт в ярости разрывает сети. Далее действие переносится в Африку, где живут слоны. Туда прибывает радостно встречающий своих сородичей мамонт на воздухоплавателе, воздушными шариками для которого служат издевавшиеся над животным люди. Под впечатлением от этого один из слонов испражняется.

#### 18 этаж
Кентавр кавказской национальности выступает в цирке и выполняет различные и опасные трюки под звуки лезгинки. Тут он замечает красивую акробатку и, в надежде поймать её и устроить «рандеву», он кидает свою папаху вверх, но попадает в толстую и некрасивую акробатку.

### Лифт 5 (1992)

#### 19 этаж
С космодрома стартует космический корабль, от которого в определённой последовательности отделяются части. Когда корабль полностью распался, в космосе остался только космонавт, от которого впоследствии отделились конечности и туловище. Оставшаяся голова начинает вертеться вокруг Земли, издавая звуки похожие на звуки искусственного спутника. Звучит композиция «Трубопровод „Уренгой — Помары — Ужгород“» группы «Странные игры» в нарочито ускоренном темпе.

#### 20 этаж
Зимним вечером железнодорожник ведёт осмотр путей. Тут он замечает, что на одном участке рельсы сильно выгнуты. Он пытается предупредить приближающийся поезд об опасности, но мчащийся на огромной скорости поезд выравнивает рельсы, после чего они опять выгибаются вверх. Ничего не понимающий железнодорожник пытается предупредить следующие два поезда, но они с тем же успехом проносятся дальше. Железнодорожник приходит в бешенство, съедает свою фуражку, вырывает себе пенис и собирается застрелиться. Но дуло пистолета выгибается вверх, и оружие стреляет вверх. После этого выстрела с неба на землю падает состав, из которого спокойно выходит проводница со стаканами чая в руках и тоже падает вниз. Железнодорожник пожимает плечами и идёт работать дальше, не замечая того, как разламываются рельсы от его удара молотком.

#### 21 этаж
Отряд азиатских кочевников собирается штурмом взять крепость. Однако ни осадные, ни стрелковые орудия не помогают. Тогда войско строит лестницу, но её длины недостаточно. Предводитель войска вместе с несколькими из воинов спускается на лифте на нижний этаж. Оказавшись в месте предыдущего сюжета, воины крадут участок пути и достраивают лестницу. Кончилось это всё для них плачевно: войско рыцарей, защищавшее крепость, спускается по этой лестнице вниз и побеждает кочевников. Ликование победителей прерывает железнодорожник несколькими предупредительными выстрелами. Забрав украденный участок, он уходит, а крепость рушится в результате падения на неё уже нескольких составов поезда, танка, комбайна и советского спутника.

## Над сериалом работали
- Режиссёры: Александр Татарский, Андрей Свислоцкий, Васико Бедошвили, Евгений Делюсин, Святослав Ушаков, Максим Радаев, Михаил Алдашин, Дмитрий Наумов, Владимир Саков, Валентин Телегин.
- Кинооператоры: Иосиф Голомб, Олег Кузовков.
- Художники-аниматоры: Михаил Лисовой, Владимир Саков, Юрий Пронин, Алла Юрковская.

## Призы и награды
«Лифт-1» получил Первый приз на фестивале «КРОК» в 1989 году, вторую премию на Фестивале одноминутных фильмов «Минимакс» в Сосновце (Польша) в том же году, 1-й приз ВКФ «Дебют», Москва, 1990.

## Факты
Мультфильм-альманах «Лифт-1» стал первой продукцией студии «Пилот».
Сериал демонстрировался в 1989—1991 годах на ЦТ СССР, позднее 1-м канале Останкино в рамках программы «Взгляд». Позднее, в 1995 году на НТВ.
Во второй серии играет вальс Петра Гапона «Оборванные струны» (1913 г.) в исполнении отдельного показательного оркестра Министерства обороны СССР (дирижёр Николай Назаров).
В сюжете 11 этажа дед бабку и внучку зовёт на русском языке, а животных — на английском.

## Отзыв критика
Альманах визуальных анекдотов «Лифт» задумывался как полигон, стартовая площадка для дебютантов. В первом сборнике «Лифт» Татарский сам сделал блистательный финальный сюжет «Путешествие на воздушном шаре». В лучших новеллах удалось воплотить в жизнь затею Татарского: сделать коммерческую продукцию как подлинное арт-кино.
— Лариса Малюкова «Сверхкино. Современная российская анимация», стр. 23-24